# Confrontos entre Chapecoense e Criciúma no futebol
Chapecoense versus Criciúma é um clássico de futebol catarinense, que envolve as equipes do Associação Chapecoense de Futebol e da Criciúma Esporte Clube. Este é reconhecidamente um dos grandes clássicos e rivalidades de Santa Catarina.

## História
A Chapecoense e o Criciúma já se enfrentaram 169 vezes na história, foram 62 vitórias da Chapecoense, 41 empates e 66 vitórias do Criciúma. A Chapecoense Marcou 176 gols e o Criciúma 197 gols. A maior goleada do Clássico foi de 5 a 1 do Criciúma sobre a Chapecoense e a maior goleada aplicada pela Chapecoense foi de 4 a 1. Ao todo, já disputaram 5 finais do Campeonato Catarinense, o Criciúma conquistou as edições de 1991, 1995 e 2013 e a Chapecoense as edições de 2007 e 2011.
A primeira decisão de estadual ocorreu em 1991, o Criciúma conquistou o tricampeonato estadual em uma decisão em três partidas. Na grande decisão, a Chapecoense venceu por 4 a 1 a partida de ida, em Chapecó. No segundo jogo, repleto de expulsões, o Tigre venceu pelo placar mínimo, com gol de Luiz Carlos Oliveira, e como o saldo de gols não valia como desempate, houve a prorrogação, onde o time da casa tinha a vantagem do empate, e não precisou marcar para levar o título. Em 1995, repetiu-se o feito, e o Criciúma foi novamente campeão. Em 2007, após uma vitória no Estádio Regional Índio Condá, e um empate no Heriberto Hülse, a Chapecoense conquista seu 3º título estadual. Em 2011, novamente, o título ficou com a Chapecoense. Em 2013, a Chapecoense foi para a segunda partida da decisão com 2 a 0 contra no placar, era preciso, ao menos, dois gols para levar a partida para os pênaltis. Rafael Lima, de cabeça, após escanteio marcou para a Chapecoense. Foi o único da partida, para decepção dos torcedores, que, mesmo derrotados, aplaudiram o time após o apito final.

## Rivalidade entre as Torcidas
Na última década, com o ofuscamento do maior rival do Criciúma (Joinville) no cenário nacional, veio crescendo a rivalidade entre carvoeiros e os torcedores do Verdão do Oeste (Chapecoense). O aparelhamento e equilíbrio entre as duas equipes trouxe o sentimento de rivalidade não só entre os clubes, mas também entre as torcidas, que juntas vem protagonizando episódios que crescem e fomentam essa tensão. Fundada em 2006, a primeira barra brava de Santa Catarina é a Os Tigres do Criciúma, já uma torcida consolidada em toda a década de 2010. Esteve presente em Chapecó, na final do Campeonato Catarinense de 2013. Final em que o Criciúma sagrou-se campeão estadual daquele ano. No mesmo ano, em uma partida entre Chapecoense x ABC pela segunda divisão do Campeonato Brasileiro de 2013, foi fundada a Barra da Chape. Desde então, houve-se a crescente tensão entre as torcidas dos dois clubes, com ambas as barras se reconhecendo como a maior barra brava do estado. Há uma grande faixa da barra Os Tigres com os dizeres "A única barra do estado". Em 2017, em um jogo válido pelo Campeonato Catarinense, uma parcela de torcedores da Os Tigres entoaram cantos como "Ão ão ão, abastece o avião" além de serem arremessados aviãozinhos de papel em direção a torcida da Chapecoense, em referência a tragédia da queda do avião que transportava a delegação do time para a Colômbia em 2016. Em 2020, houve-se o apedrejamento de um ônibus que transportava a torcida do Criciúma para Chapecó quase em frente ao estádio, onde 15 torcedores do clube do oeste foram detidos. Pelo Campeonato Brasileiro da Serie B de 2022, no Heriberto Hülse, aconteceu um ataque relâmpago por parte da torcida local contra a torcida visitante ainda fora do estádio. Em 2023, membros da Barra da Chape espalharam faixas pela cidade em provocação a Barra Os Tigres.

## Goleadas
As maiores goleadas nos clássicos entre Chapecoense e Criciúma aconteceram a âmbito estadual. O Criciúma aplicou um 5 a 1 no Campeonato Catarinense de 2002 , na Heriberto Hülse. A Chapecoense goleou o Criciúma por 4x1 na Arena Condá no estadual de 1994.

## Estatísticas do Clássico

### Confrontos
| Estatísticas Gerais do Clássico |                                                                                  |
| Número de jogos                 | 169                                                                              |
| Vítórias do Criciúma            | 66                                                                               |
| Vitórias da Chapecoense         | 62                                                                               |
| Empates                         | 41                                                                               |
| Número de gols                  | 373                                                                              |
| Gols marcados pela Criciúma     | 197                                                                              |
| Gols marcados pelo Chapecoense  | 176                                                                              |
| Maior goleada                   | Criciúma 5-1 Chapecoense (Campeonato Catarinense) - 16 de Maio de 2002           |
| Última partida                  | Chapecoense 2-1 Criciúma (Campeonato Brasileiro da Série B) - 04 de Maio de 2025 |

### Quadro comparativo de títulos
| Competições            | Criciúma | Chapecoense |
| ---------------------- | -------- | ----------- |
| Copa Sul-Americana     | 0        | 1           |
| Copa do Brasil         | 1        | 0           |
| Brasileirão Série B    | 1        | 1           |
| Brasileirão Série C    | 1        | 0           |
| Campeonato Catarinense | 12       | 7           |
| Copa SC                | 1        | 1           |
| Total                  | 16       | 10          |

## Confrontos em competições nacionais

### Campeonato Brasileiro
Série A
| Data                | Estádio         | Casa        | Visitante   | Placar | Gols (casa)  | Gols (visitante) |
| ------------------- | --------------- | ----------- | ----------- | ------ | ------------ | ---------------- |
| 28 de outubro 1979  | Arena Condá     | Chapecoense | Criciúma    | 0-1    |              | Laerte 84'       |
| 21 de maio 2014     | Heriberto Hülse | Criciúma    | Chapecoense | 1-0    | Silvinho 23' |                  |
| 27 de setembro 2014 | Arena Condá     | Chapecoense | Criciúma    | 1-1    | Leandro 24'  | Souza 54'        |

Copa do Brasil
| Data             | Estádio         | Casa        | Visitante   | Placar | Gols (casa)                              | Gols (visitante)                |
| ---------------- | --------------- | ----------- | ----------- | ------ | ---------------------------------------- | ------------------------------- |
| 27 de março 2019 | Arena Condá     | Chapecoense | Criciúma    | 3-2    | Elicarlos 26', Gustavo 38', Lourency 89' | Sandro 65', Bruno Consendey 68' |
| 10 de abril 2019 | Heriberto Hülse | Criciúma    | Chapecoense | 0-2    |                                          | Victor Andrade 45', Rildo 77'   |

Série B
| Data                 | Estádio         | Casa        | Visitante   | Placar | Gols (casa)                  | Gols (visitante)                                        |  |
| -------------------- | --------------- | ----------- | ----------- | ------ | ---------------------------- | ------------------------------------------------------- |  |
| 24 de fevereiro 1980 | Heriberto Hülse | Criciúma    | Chapecoense | 1-0    |                              |                                                         |  |
| 24 de fevereiro 2022 | Arena Condá     | Chapecoense | Criciúma    | 2-3    | Léo 08', Rayan 15' (g.c)     | Cláudinho 22', Vagner 55' (g.c), Marquinhos Gabriel 61' |  |
| 25 de setembro 2022  | Heriberto Hülse | Criciúma    | Chapecoense | 2-0    | Hygor 32', Felipe Mateus 82' |                                                         |  |
| 24 de junho 2023     | Arena Condá     | Chapecoense | Criciúma    | 1-1    | Neto 60'                     | Thiago Marques 32'                                      |  |
| 13 de Outubro 2023   | Heriberto Hülse | Criciúma    | Chapecoense | 1-2    | Hygor 90+8'                  | Cazonatti 25', Cazonatti 61'                            |  |
| 04 de Maio 2025      | Arena Condá     | Chapecoense | Criciúma    | 2-1    | Mailton 2', Mário Sérgio 53' | João Carlos 35'                                         |  |

Série C
| Data              | Estádio         | Casa        | Visitante   | Placar | Gols (casa)            | Gols (visitante) |
| ----------------- | --------------- | ----------- | ----------- | ------ | ---------------------- | ---------------- |
| 08 de agosto 2010 | Heriberto Hülse | Criciúma    | Chapecoense | 2-0    | Márcio 13', Lincon 68' |                  |
| 22 de agosto 2010 | Arena Condá     | Chapecoense | Criciúma    | 1-0    | Rogério 35'            |                  |